# Noname Jane
Noname Jane (Aberdeen, Washington, 1977. március 27. –) amerikai pornószínésznő.
Noname Jane 1977-ben, a Washington állambeli Aberdeenben született. Amerikai és holland felmenőkkel rendelkezik. A legtöbb filmben, amiben játszott Violet Blue-ként szerepelt a neve. Pompom lány is volt. 12 évig zongorázott és balettezett. A főiskolát nem fejezte be, ahol környezettudományt tanult. Sztriptíz táncos volt, amikor megkereste egy ügynök, a felnőtt filmes szakma miatt. Kaliforniába utazott. 2002-ben AVN-díjat nyert.

## Válogatott filmográfia
| - 2013 Women Seeking Women 92 - 2010 Girls in Prison - 2010 Women Seeking Women 60 - 2009 Bus Stops 2 - 2009 Bus Stops 1 - 2009 Over Stuffed 9 | - 2009 Playgirl: Erotic Enchantment - 2009 Lesbian Legal 4 - 2009 Midnight Movie Madness - 2008 Bellezza Video: Volume 8 - 2008 Guide to Great Sex During Pregnancy - 2008 Blown Away |